# 東武バスセントラル沼南営業所

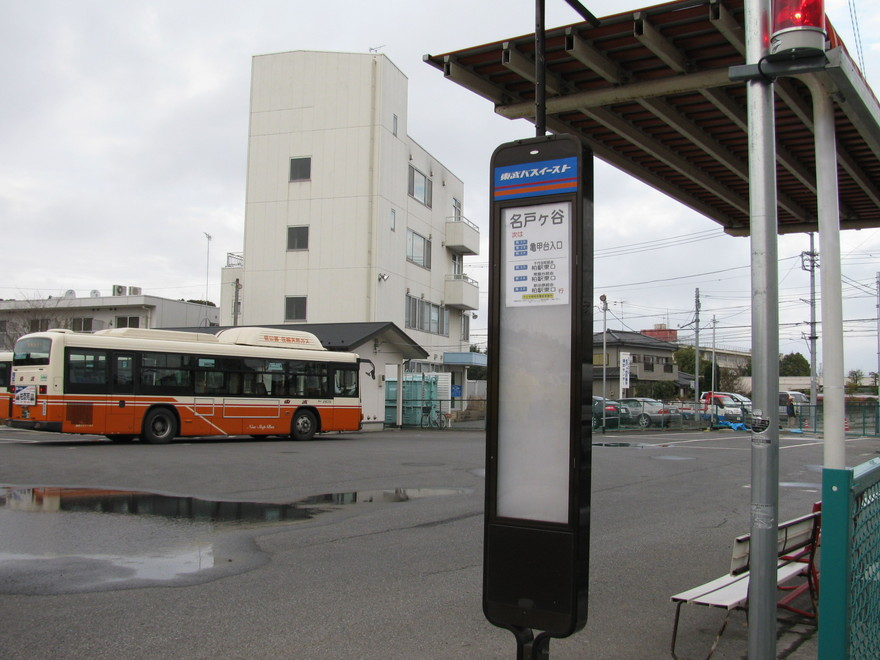
車庫・折返場の機能を持つ名戸ヶ谷車庫

東武バスセントラル沼南営業所（とうぶバスセントラルしょうなんえいぎょうしょ）は、千葉県柏市金山に所在する東武バスセントラルの営業所。西柏営業事務所の傘下である。かつては東武バスイースト沼南営業所であったが、2021年10月1日付で東武バスセントラルが東武バスイーストを吸収合併したことに伴い、同日付で東武バスセントラル株式会社の営業所となった。

## 概要
最寄り停留所は「沼南車庫」。所属車両のナンバーは柏ナンバー（柏ナンバー誕生以前は野田ナンバー←習志野ナンバー）である。かつては柏市のコミュニティバス「かしわコミュニティバス」を運行受託していたが廃止された（「#廃止路線」も参照）。
当営業所敷地内に、東武グループの自動車整備会社「朝日カーメンテナンス」沼南工場が併設されている。
輸送人員
2011年（平成23年）度の輸送人員は、1日平均15,305人。
車両
三郷・吉川・西柏・沼南の各営業所は2024年現在、いすゞ車が指定車種とされている。沼南営業所に在籍する車両は現在全ていすゞ車であるが、過去には一部日野車も在籍していた。なお、沼南営業所に在籍する車両は、一時期全てノンステップバスであったが、2025年現在は西柏営業事務所からの転入車で1台のみワンステップバスが在籍している。

### 所在地
- 千葉県柏市金山1008
  - 最寄りの停留所は「沼南車庫」がある。

## 沿革
前身は1962年（昭和37年）に設置された柏営業所だが、一部の路線は東武野田線の前身である総武鉄道が運行していたバス路線を起源に持つ。現在地に移転する前は、国道16号に面した柏公園入口交差点付近（跡地は現在、かねたやなど）に存在した。
- 1944年（昭和19年）3月 ‐ 東武鉄道が総武鉄道のバス事業を買収、野田営業所とする。
- 1962年（昭和37年）7月 - 野田営業所柏出張所が柏営業所に昇格、野田営業所を柏営業所野田出張所に組織変更。
- 1982年（昭和57年）11月 - 柏営業所西柏出張所を設置。
- 1986年（昭和61年）5月 - 西柏出張所を営業所に昇格、西柏営業所（現在の西柏営業事務所）とする。
- 1989年（平成元年）4月 - 柏営業所を閉所、沼南町へ移転し、沼南営業所を設置。
- 2002年（平成14年）4月 - 東武鉄道のバス事業分社化により西柏営業事務所が発足、地域運行会社として東武バスイースト株式会社が発足、西柏営業事務所傘下に沼南営業所を置く。
- 2007年（平成19年）11月23日 - かしわコミュニティバス運行開始[4]。当営業所が運行を担当[4]。
- 2008年（平成20年）3月8日 - 西柏営業事務所と共に交通系ICカードPASMOを導入。
- 2013年（平成25年）3月31日 - かしわコミュニティバス廃止[5]。
- 2021年（令和3年）10月1日 - 地域運行会社東武バスセントラル株式会社が東武バスイースト株式会社を合併、東武バスセントラル西柏営業事務所、沼南営業所となる。

## 現行路線
当営業所開設以来、管轄する路線は主に柏駅東口発着と南柏駅東口発着に分けられる。2021年9月1日からは、西柏営業事務所のメイン路線の1つであった、北柏駅発の北柏ライフタウン循環線（北柏01系統）が当営業所に移管されるため、初めて北柏駅発着路線を管轄している。

### 柏駅東口発着
大きく分けて旧沼南町方面と、名戸ヶ谷・新柏駅方面があり、柏駅へのアクセスを担う。柏駅周辺に一方通行路が存在する関係で、その周辺はループ状運行となり、駅方向のみ柏二丁目停留所がある（降車専用）。また、休日日中は柏駅東口の駅前通り（ハウディモール）が歩行者天国となるため、迂回ルートによって運行される（柏駅の項を参照）。

#### 沼南庁舎方面
柏駅と旧沼南町中心部（大津ケ丘周辺地区）を結び、そこから旧沼南町の各方面へ向かう路線。各系統とも日中時間帯（9時台 - 16時台）のみ、大木戸の次に沼南庁舎バス乗継場を経由する（以下、日中時間帯のみ経由は【】で記載）。
同じく柏駅と旧沼南町中心部を結ぶ阪東自動車の路線もあるが、東武バスでは県道282号を経由するのに対し、阪東自動車は国道16号を経由する点で棲み分けがされている。
- 柏22 柏駅東口 - 新田原 - 榎木台 - 【沼南庁舎バス乗継場】 - 小野塚台

終点の小野塚台停留所は阪東自動車の手賀の杜ニュータウン停留所とほぼ同位置にあり、折返し場を共用している。
- 柏25 柏駅東口 - 新田原 - 榎木台 - 【沼南庁舎バス乗継場】 - 手賀の杜入口 - 雉子打 - 手賀の丘公園入口 - 手賀 - 手賀東小学校入口 - 布瀬
- 柏25 柏駅東口 - 新田原 - 榎木台 - 手賀の杜入口 - 雉子打 - 手賀の丘公園入口 - 手賀 - 手賀東小学校入口

柏25系統は、かつては旧沼南町内は県道282号のみを走行して布瀬まで運転していた。現在はかつて運転されていた手賀行きと統合され、全便一度県道282号を離れて手賀を経由してから再度県道282号に戻って布瀬に向かう形態となっている。2025年4月28日より、朝と夜の便は手賀東小学校入口発着となり（手賀東小学校入口発着便が運行する時間帯は、沼南庁舎バス乗継場乗り入れが無い）、布瀬行きは日中のみの平日4往復・土休日2往復に削減される。
- 柏27 柏駅東口 - 新田原 - 榎木台 - 【沼南庁舎バス乗継場】 - 手賀の杜入口 - 雉子打 - 手賀の丘公園入口 - 手賀の丘公園

上記の柏25系統とは柏駅東口 - 手賀の丘公園入口（2024年2月29日まで「手賀農協前」）までは同じルートであり、概ね1時間に1本、柏25または柏27のいずれかが運行される。
- 柏31 柏駅東口 - 新田原 - 榎木台 - （→沼南庁舎バス乗継場→大津ケ丘一丁目→)　(←【沼南庁舎バス乗継場】←沼南庁舎前←大島田交差点←)  - セブンパークアリオ柏前 - 沼南車庫（深夜バス有り）

柏31系統は、沼南車庫行きは沼南庁舎バス乗継場（日中時間帯はバスロータリー内、それ以外の時間は道路沿いのバス停に停車）・大津ケ丘一丁目を終日経由し、柏駅東口行きは大島田交差点（2024年2月29日まで「榎木戸」）・沼南庁舎前を終日経由する（日中時間帯のみ、柏駅東口行きも沼南庁舎バス乗継場を経由する）。
2016年3月21日に、柏31系統の旧「宮後原」停留所付近に「セブンパーク アリオ柏」が同年4月25日開業予定であることから、停留所名を「セブンパークアリオ柏前」に改称し、あわせて開業準備の従業員向けに当系統を大幅増便した。その後も引き続きアリオ柏の買物客・従業員いずれの利用も多く、現在運行本数は当系統が最も多くなっており、沼南地区のメイン路線となっている。上記3路線の出入庫として使われるほか、柏駅 - 車庫をピストンする運用も存在する。遅番の従業員などに配慮し深夜バスも設けられた。
- 柏35 柏駅東口 - 新田原 - 榎木台 - 【沼南庁舎バス乗継場】 - 手賀の杜入口 - アリオ柏スマイルパーク口 - 沼南工業団地北 - 沼南工業団地南 - 沼南車庫

上記のアリオ柏のオープンにともなうダイヤ改正によって新規開業した路線。周辺の沼南工業団地の従業員に配慮する形で、平日に多めに運行される。2024年3月1日より一部ルートが変更され、手賀の杜入口（2024年2月29日まで「共済組合前」）から雉子打は経由せず、新設される「アリオ柏スマイルパーク口」を経由後、沼南工業団地を経由する形となる。また2024年2月29日をもって「工業団地中央」停留所は廃止となった。

#### 名戸ヶ谷・新柏駅方面
「名戸ヶ谷」停留所は、2024年9月1日からは、「名戸ヶ谷記念病院前」停留所に改名された。
- 柏26 柏駅東口 - 新田原 - 名戸ヶ谷記念病院前 - 増尾駅入口 - 逆井入口 - 土南部小学校 - 酒井根 - 竜光寺前 - 光ヶ丘 - 麗澤幼稚園・麗澤中高前 - 今谷 - 南柏駅東口（1日3往復のみ）

名戸ヶ谷や旧土村地域を経由し、南柏駅に向かう路線で、柏駅東口・南柏駅東口発ともに1日3往復のみ運行されている（2013年3月11日改正以前は5往復）。系統番号からもわかるように、柏駅を起点とする路線だが、南柏駅発着路線の車両で運行される。実際に、後述する南柏05系統とでは、南柏駅東口 - 土南部小学校間で経路が共通している。なお、柏駅と南柏駅を結ぶ路線は、2013年3月11日以降当系統（3往復）と後述する南柏02系統（1往復）のあわせて1日4往復と本数が非常に少ない。南柏04系統も1日1往復設定されていたが、2013年3月10日で廃止された。
- 柏28 柏駅東口 - 富里 - 常盤台 - 緑ヶ丘 - 亀甲台中央 - 名戸ヶ谷記念病院前
- 柏34 柏駅東口 - 富里 - 常盤台 - 緑ヶ丘 - 亀甲台中央 - 名戸ヶ谷記念病院前 - 新柏駅

日中は、柏28と柏34あわせて1時間に3本程度（概ね20分間隔）が、交互に（それぞれ40分間隔で）運行されている。柏28系統は、東武バスイースト設立前の2001年までは「緑ヶ丘循環」としての運転が主流で、亀甲台中央・名戸ヶ谷（現：名戸ヶ谷記念病院前）を経由する便は稀であった。後に柏28系統を中心の運行となり、2001年までとは逆に千代田町・NTT住宅を経由する柏20系統は1日10往復程度となっていた。柏20系統は利用者の減少に伴い、2014年9月28日で廃止され、後述する新柏駅方面の路線に転換された。柏レイソルのホームスタジアムである、日立柏サッカー場最寄りの日立台停留所を経由する関係で、同球場で試合が開催される場合には臨時便が運行されることもある。2022年3月28日のダイヤ改正で、柏28系統のおよそ半数程度（日中は概ね40分間隔）が、新柏駅まで延長された柏34系統となった。
- 柏29 柏駅東口 - 新田原 - 名戸ヶ谷記念病院前
- 柏33 柏駅東口 - 新田原 - 名戸ヶ谷記念病院前 - 新柏駅
- 新柏01 名戸ヶ谷記念病院前 - 新柏駅

柏33・新柏01系統は、新柏駅東口の駅前広場改修工事完成に伴い、2014年9月29日に新規開業した路線である。柏29系統の路線延長でもある。新規開業から2022年3月27日までは、両系統あわせて、概ね1時間に1,2本程度が運行されていた。2022年3月28日のダイヤ改正で、前述の柏34系統が新設されることに伴い、新柏駅発着の路線は多くが柏34系統での運行となった。そのため、柏33系統は朝夕それぞれ数本程度のみとなり、新柏01系統は早朝の出庫を兼ねた名戸ヶ谷（現：名戸ヶ谷記念病院前）発新柏駅行きの片方向1本のみとなった。その後僅か3ヶ月程度後の同年7月16日にダイヤ改正が行われ、新柏01は再度新柏発の便が設定された。一方柏29はかつては一定数の運行があったが、柏33の新設に伴い徐々に減少し、2022年3月28日のダイヤ改正では柏駅行きの便が平日2本運行されるのみとなっていた。同年7月16日のダイヤ改正で名戸ヶ谷（現：名戸ヶ谷記念病院前）行きが復活し、こちらも新柏01系統同様に片方向のみの運行状態が解消されたが、こちらも平日・土休日共に両方向とも1日数本程度の運行となっている。
- 直通：柏駅東口 - （直行） - 芝浦工大柏中高

柏駅から芝浦工大柏中高のスクールバスは芝浦工大柏中高が直接運行を行っているが、一部便が東武バスによる運行となっている。運行は平日と土曜日のみで、柏駅発は7：45・7：55・8：15・8：20の4便（平日土曜共通）、芝浦工大柏中高発は平日が15:40、16:00、18:40の3便、土曜が13:10、14:45、17:45の3便が運行。日祝日及び休校日は運休となる。

### 南柏駅東口発着
主に酒井根・光ヶ丘方面の住宅地と南柏駅を結ぶバスが頻繁に運行されている。日中は平日・土休日共に南柏01・04・05・07系統を合わせて1時間あたり6〜8本が運行されている。
南柏駅 - 光ヶ丘間で、今谷、麗澤幼稚園・麗澤中高前を経由するのは南柏01・04・05・06・07系統、豊住を経由するのは南柏02系統である。光ヶ丘 - 酒井根間で竜光寺前を経由するのは南柏01・02・05系統、中原を経由するのは南柏04・07系統である。なお、今谷、麗澤幼稚園・麗澤中高前を経由する便は、学校自体が流山市に存在する柏市立光ヶ丘小学校付近を通過するため、この部分のみ流山市を通過することになる。北小金01系統も流山市を走行するため、当駅を発着する系統では、南柏02系統のみが全区間柏市内での運行となる。なお、2019年4月1日の名称変更以前の「麗澤幼稚園・麗澤中高前」は「廣池学園」という名称であり、2013年3月11日のダイヤ改正以前の「廣池学園」は「広池学園」という名称であった。

#### 今谷方面
沿線には光ヶ丘団地などの大規模住宅を抱えるほか、廣池学園への通学輸送もあり、1日あたりの運行本数は非常に多くなっている。
- 南柏01 南柏駅東口 - 今谷 - 麗澤幼稚園・麗澤中高前 - 光ヶ丘 - 竜光寺前 - 酒井根

南柏駅から酒井根までを最短経路で結ぶが、同区間同経路で南柏05や柏26系統があり、当系統は出入庫としての特性が強い。そのため、運行本数は少なく、その間隔もまばらである。
- 南柏04 南柏駅東口 - 今谷 - 麗澤幼稚園・麗澤中高前 - 光ヶ丘 - 中原 - 増尾ニュータウン - 酒井根（深夜バス有り）
- 南柏07 南柏駅東口 - 今谷 - 麗澤幼稚園・麗澤中高前 - 光ヶ丘 - 中原 - 増尾ニュータウン - 増尾駅

上記2路線は光ヶ丘から分岐し、中原・増尾ニュータウンを経由する。南柏04は南柏05と並んで運行本数が多く、今谷を経由する系統のもう一つの幹線となっている。南柏07系統は、利用者減少に伴い2013年3月10日で廃止された南柏03系統および増尾01系統を統合した路線で、経由地を主力路線の南柏04系統と同じ中原経由とし、南柏07系統として増尾駅まで運行。こちらは1〜2時間に1本程度運行されている。
- 南柏05 南柏駅東口 - 今谷 - 麗澤幼稚園・麗澤中高前 - 光ヶ丘 - 竜光寺前 - 酒井根 - 土南部小学校 - 南部クリーンセンター（深夜バス有り）

酒井根から先、青葉台・南増尾地区を経由し、南部クリーンセンターまで至る路線である。こちらも沿線には多数の住宅を抱えていることや、南部クリーンセンターが最寄りである柏陵高校の生徒利用などのため、終日利用客が多い。今谷を経由する系統の主力路線であり、平日のみ深夜バスの運行もある。
- 南柏06 南柏駅東口 - （直行） - 麗澤幼稚園・麗澤中高前

主に麗澤中学・高校生徒の通学向けの路線である。そのため、麗澤幼稚園・麗澤中高前行きは朝のみ、南柏駅行きは夕方のみで、運行時間帯と方向に偏りがみられる。麗澤大学・高校・中学の入試、TOEICなどの各種資格試験実施、モラロジー研究所での集会などといった、廣池学園での多客対応で臨時便が運行されることがある。2022年4月1日のダイヤ改正で、南柏06系統は南柏駅東口と麗澤幼稚園・麗澤中高前間の直行便（途中バス停は無停車）となり、麗澤中学・高校への通学向けに完全特化した路線となる。更に南柏駅東口の乗り場も、今谷経由の便で共通して使用している1番乗り場からは、当系統のみ3番乗り場に変更され、乗り場が分けられることになった。そのため、従来は南柏04,05などにも麗澤中学・高校生徒の利用が集中していたが、ある程度は分散されている。

#### 豊住方面
- 南柏02 南柏駅東口 - 豊住 - 光ヶ丘 - 竜光寺前 - 酒井根（深夜バスあり）
- 南柏02 南柏駅東口 - 豊住 - 光ヶ丘
- 南柏02 柏駅東口 - 富里 - 南柏駅東口 - 豊住 - 光ヶ丘 - 竜光寺前 - 酒井根（1日1往復のみ）

南柏02系統は、南柏駅から豊住を経由して酒井根に至る路線である。南柏駅 - 酒井根間の運行が主体となっており、朝と夕方以降の一部便は光ヶ丘発着となる。なお、当系統の光ヶ丘停留所は、団地の東側にあり、今谷系統の同停留所からは少し離れた位置にある。また、光ヶ丘発着の一部は南柏06系統の出入庫運用を兼ねている（光ヶ丘 - 麗澤幼稚園・麗澤中高前間は回送）。
南柏駅から先、柏駅方面へ向かう便は、2013年3月11日のダイヤ改正で1日1往復のみの運行となった。こちらの柏駅東口〜南柏駅東口については柏26の「逆井入口経由」に対して「旧道経由」（ここでの旧道は旧水戸街道の意味）と案内される。

#### 北小金駅方面
- 北小金01 南柏駅東口 - 庚申塚 - 北小金駅

当営業所では唯一松戸市に乗り入れる路線で、日中は30～40分間隔で運行。

### 北柏駅発着
- 北柏01 北柏駅 → 北柏ライフタウン → 松葉中学校前 → 松葉町七丁目 → ライフタウン中央 → 北柏駅 （北柏ライフタウン循環・ - 14時）
- 北柏01 北柏ライフタウン → 松葉中学校前 → 松葉町七丁目 → ライフタウン中央 → 北柏駅 （北柏ライフタウン循環・ - 14時）
- 北柏01 北柏駅 → 北柏ライフタウン → 松葉中学校前 → 松葉町七丁目 （北柏ライフタウン循環・ - 14時）
- 北柏01 北柏駅 → ライフタウン中央 → 松葉町七丁目 → 松葉中学校前 → 北柏ライフタウン → 北柏駅 （北柏ライフタウン循環・14時 - ）
- 北柏01 ライフタウン中央 → 松葉町七丁目 → 松葉中学校前 → 北柏ライフタウン → 北柏駅 （北柏ライフタウン循環・14時 - ）
- 北柏01 北柏駅 → ライフタウン中央 → 松葉町七丁目 → 松葉中学校前 → 北柏ライフタウン （北柏ライフタウン循環・14時 - ）

北柏01系統は、始発から13時台までは北柏ライフタウン先回り、以降はライフタウン中央先回りで運行される。松葉町七丁目停留所付近に休憩所をもつことから、一部便が循環区間内の停留所を始発（または終着）としている 。2021年8月31日までは、平日のみ北柏ライフタウン行き深夜バスの運行があった。2021年9月1日から、北柏01系統は西柏営業事務所から当営業所に移管され、深夜バスについても廃止された。

## 廃止路線
主に柏駅と沼南町方面を結ぶ路線の再編が行われ、長距離路線の多くが廃止となった。これにより生じた公共交通空白地帯の一部には、2007年11月23日より「かしわコミュニティバス」と「かしわジャンボタクシー」が運行開始された。当営業所が運行を担当していた「かしわコミュニティバス」は2013年3月31日をもって廃止され、以降はデマンド型交通の「カシワニクル」に移行された。
- 柏20 柏駅東口 - 緑ヶ丘 - 千代田町 - 柏駅東口（緑ヶ丘循環）
- 柏20 柏駅東口 - 緑ヶ丘 - 千代田町 - 第五小学校前（緑ヶ丘循環の出入庫系統）
- 柏20 柏駅東口 - 緑ヶ丘 - 亀甲台中央 - 柏駅東口（亀甲台循環）
上記3路線は2001年、主に柏28 名戸ヶ谷線に再編。
- 柏20 柏駅東口 - 千代田町 - 名戸ヶ谷（現：名戸ヶ谷記念病院前）
柏28に再編後も1日10往復程度運行されていたが、2014年9月28日廃止。
- 柏21 柏駅東口 - 葉山 - 戸張
2002年4月、阪東自動車に移管（現在の柏53）。移管後は、バス共通カードが利用不可となった。
- 柏22 柏駅東口 - 新田原 - 大木戸 - 風早中学校 - 高柳駅
- 柏22 柏駅東口 - 新田原 - 大木戸 - 自衛隊正門 - 藤ケ谷新田 - 大木戸 - 新田原 - 柏駅東口（自衛隊循環）
- 柏22 柏駅東口 - 新田原 - 大木戸 - 自衛隊正門
- 柏22 柏駅東口 - 新田原 - 大木戸 - 自衛隊正門 - 藤ケ谷新田
自衛隊正門（下総航空基地）付近ではちばレインボーバスの区間が並走しており、現在も運行されている（五香駅 - 六実駅 - 高柳駅 - 白井駅･白井車庫）。
- 柏23 柏駅東口 - 新田原 - 大木戸 - 岩井 - 手賀
- 柏24 柏駅東口 - 新田原 - 大木戸 - 雉子打 - 若白毛 - 手賀農協前 - 手賀
- (旧) 柏25 柏駅東口 - 新田原 - 大木戸 - 雉子打 - 若白毛 - 手賀農協前 - 布瀬
上記3路線は、柏25 手賀経由布瀬行きに再編。
- 柏30 柏駅東口 - (直行) - 沼南高校南口
途中バス停には停車しない。沼南高校への通学輸送を担うスクールバス的な路線だが、以前は一般路線として運行していた。
- 高柳01 沼南庁舎北口 - 風早中学校 - 高柳駅
- 南柏03 南柏駅東口 - 今谷 - 広池学園（現：麗澤幼稚園・麗澤中高前） - 光ヶ丘 - 増尾センター前 - 増尾駅（2013年3月10日廃止）
- 増尾01 増尾駅 - 増尾ニュータウン - 酒井根（2013年3月10日廃止）
上記2路線は2013年3月11日、南柏07に再編。増尾センター前などのバス停は廃止。
- 沼南01 逆井駅東口 - 沼南社会福祉センター - 沼南庁舎バス乗継場 - 布瀬
- 沼南02 逆井駅東口 - 沼南社会福祉センター - 沼南庁舎バス乗継場 - 手賀の丘公園片山
- 沼南03 逆井駅東口 - 沼南社会福祉センター - 沼南庁舎バス乗継場 - 道の駅しょうなん
- 沼南04 逆井駅東口 - 沼南社会福祉センター - 沼南庁舎バス乗継場
- 沼南05 沼南社会福祉センター - 沼南庁舎バス乗継場 - 道の駅しょうなん - 手賀の丘公園片山
上記5路線はかしわコミュニティバスとして運行されていたが、2013年3月31日で廃止。
- 柏32 柏駅東口 → 新田原 → 大木戸 → 沼南庁舎バス乗継場
1日1便のみの運行、2016年3月20日廃止。
- 南柏06 南柏駅東口 - 今谷 - 麗澤幼稚園・麗澤中高前
2022年4月1日に直行便化に伴い、前日の3月31日に廃止。